# Élections municipales de 2014 dans le Lot
Les élections municipales se sont déroulées les 23 et 30 mars 2014 dans le Lot.

## Maires sortants et maires élus
Le scrutin est marqué par une stabilité relative. La gauche perd Bretenoux et Pradines, mais l'emporte à Gramat.  
| Commune              | Population | Maire sortant             | Parti | Parti | Maire élu                 | Parti | Parti |
| -------------------- | ---------- | ------------------------- | ----- | ----- | ------------------------- | ----- | ----- |
| Arcambal             | 1 018      | José Pradal               |       | DVG   | Didier Labro              |       | DVG   |
| Bagnac-sur-Célé      | 1 551      | Fausto Araqué             |       | DVD   | Fausto Araqué             |       | DVD   |
| Bétaille             | 1 083      | Christian Delrieu         |       | UMP   | Christian Delrieu         |       | UMP   |
| Biars-sur-Cère       | 1 923      | Albert Salle              |       | PCF   | Élie Autemayou            |       | PCF   |
| Bretenoux            | 1 353      | Jean Launay               |       | PS    | Pierre Moles              |       | DVD   |
| Cahors               | 20 224     | Jean-Marc Vayssouze-Faure |       | PS    | Jean-Marc Vayssouze-Faure |       | PS    |
| Cajarc               | 1 130      | Jacques Borzo             |       | PS    | Jacques Borzo             |       | PS    |
| Capdenac             | 1 084      | Guy Batherosse            |       | DVG   | Guy Batherosse            |       | DVG   |
| Castelnau-Montratier | 1 885      | Patrick Gardes            |       | DVG   | Patrick Gardes            |       | DVG   |
| Espère               | 1 000      | Jean Petit                |       | DVG   | Jean Petit                |       | DVG   |
| Figeac               | 9 773      | Nicole Paulo              |       | PS    | André Mellinger           |       | PS    |
| Gourdon              | 4 497      | Marie-Odile Delcamp       |       | PS    | Marie-Odile Delcamp       |       | PS    |
| Gramat               | 3 555      | Franck Theil              |       | DVD   | Michel Sylvestre          |       | PS    |
| Labastide-Marnhac    | 1 167      | Daniel Jarry              |       | UDI   | Daniel Jarry              |       | UDI   |
| Lacapelle-Marival    | 1 321      | Pascal Lewicki            |       | DVG   | Pascal Lewicki            |       | DVG   |
| Lalbenque            | 1 651      | Jacques Pouget            |       | DVG   | Jacques Pouget            |       | DVG   |
| Le Vigan             | 1 496      | Daniel Souladié           |       | DVG   | Daniel Souladié           |       | DVG   |
| Luzech               | 1 670      | Jean-Claude Baldy         |       | DVG   | Gérard Alazard            |       | DVG   |
| Martel               | 1 652      | Jean-Claude Requier       |       | DVG   | José Santamarta           |       | PS    |
| Mercuès              | 1 044      | Claudine Barreau          |       | DVG   | Ludovic Dizengremel       |       | DVG   |
| Montcuq              | 1 271      | Lagarde Guy               |       | UMP   | Alain Lalabarde           |       | UMP   |
| Pradines             | 3 556      | Didier Mercereau          |       | DVG   | Denis Marre               |       | DVD   |
| Prayssac             | 2 496      | Michel Lolmède            |       | PS    | Claude Descamps           |       | DVG   |
| Puy-l'Évêque         | 2 052      | Serge Guérin              |       | UDI   | Serge Guérin              |       | UDI   |
| Saint-Céré           | 3 526      | Pierre Destic             |       | DVD   | Pierre Destic             |       | DVD   |
| Salviac              | 1 243      | Jean-Pierre Cabanel       |       | UDI   | Alain Faucon              |       | UDI   |
| Souillac             | 3 808      | Jean-Claude Laval         |       | UMP   | Jean-Michel Sanfourche    |       | UMP   |
| Vayrac               | 1 337      | Hugues du Pradel          |       | DVD   | Hugues du Pradel          |       | DVD   |

### Résultats en nombre de maires
| Partis       | Partis                               | Maires sortants | Maires élus | Évolution     |
| ------------ | ------------------------------------ | --------------- | ----------- | ------------- |
|              | Divers droite                        | 4               | 5           | 1             |
|              | Union pour un mouvement populaire    | 3               | 3           | en stagnation |
|              | Union des démocrates et indépendants | 3               | 3           | en stagnation |
| Total droite | Total droite                         | 10              | 11          | 1             |
|              | Divers gauche                        | 11              | 10          | 1             |
|              | Parti socialiste                     | 6               | 6           | en stagnation |
|              | Parti communiste français            | 1               | 1           | en stagnation |
| Total gauche | Total gauche                         | 18              | 17          | 1             |
| Total        | Total                                | 28              | 28          | -             |

## Résultats dans les communes de plus de1 000 habitants

### Arcambal
- Maire sortant : José Pradal (DVG)
- 15 sièges à pourvoir au conseil municipal (population légale 2011 : 1 018 habitants)
- 2 sièges à pourvoir au conseil communautaire (CA Grand Cahors)

| Tête de liste  | Tête de liste  | Liste          | Premier tour | Premier tour | Second tour | Second tour | Sièges | Sièges |
| Tête de liste  | Tête de liste  | Liste          | Voix         | %            | Voix        | %           | CM     | CC     |
| -------------- | -------------- | -------------- | ------------ | ------------ | ----------- | ----------- | ------ | ------ |
|                | Didier Labro   | DVG            | 270          | 45,30        | 317         | 52,22       | 12     | 2      |
|                | Yves Panassie  | DVG            | 252          | 42,28        | 290         | 47,77       | 3      |        |
|                | Michel Conquet | UMP            | 74           | 12,41        |             |             |        |        |
|                |                |                |              |              |             |             |        |        |
| Inscrits       | Inscrits       | Inscrits       | 749          | 100,00       | 749         | 100,00      |        |        |
| Abstentions    | Abstentions    | Abstentions    | 132          | 17,62        | 121         | 16,15       |        |        |
| Votants        | Votants        | Votants        | 617          | 82,38        | 628         | 83,85       |        |        |
| Blancs et nuls | Blancs et nuls | Blancs et nuls | 21           | 3,40         | 21          | 3,34        |        |        |
| Exprimés       | Exprimés       | Exprimés       | 596          | 96,60        | 607         | 96,66       |        |        |

### Bagnac-sur-Célé
- Maire sortant : Fausto Araqué (DVD)
- 19 sièges à pourvoir au conseil municipal (population légale 2011 : 1 551 habitants)
- 3 sièges à pourvoir au conseil communautaire (CC Grand-Figeac)

|                          | Fausto Araqué * | SE             | 530   | 100,00 | 19 | 3 |  |  |
|                          |                 |                |       |        |    |   |  |  |
| Inscrits                 | Inscrits        | Inscrits       | 1 261 | 100,00 |    |   |  |  |
| Abstentions              | Abstentions     | Abstentions    | 425   | 33,70  |    |   |  |  |
| Votants                  | Votants         | Votants        | 836   | 66,30  |    |   |  |  |
| Blancs et nuls           | Blancs et nuls  | Blancs et nuls | 306   | 36,60  |    |   |  |  |
| Exprimés                 | Exprimés        | Exprimés       | 530   | 63,40  |    |   |  |  |
| * Liste du maire sortant |                 |                |       |        |    |   |  |  |

### Bétaille
- Maire sortant : Christian Delrieu (DVD)
- 15 sièges à pourvoir au conseil municipal (population légale 2011 : 1 083 habitants)
- 4 sièges à pourvoir au conseil communautaire (CC Causses et Vallée de la Dordogne)

|                          | Christian Delrieu * | UMP            | 420 | 70,46  | 13 | 4 |  |  |
|                          | Thierry Grossemy    | PG             | 176 | 29,53  | 2  |   |  |  |
|                          |                     |                |     |        |    |   |  |  |
| Inscrits                 | Inscrits            | Inscrits       | 796 | 100,00 |    |   |  |  |
| Abstentions              | Abstentions         | Abstentions    | 162 | 20,35  |    |   |  |  |
| Votants                  | Votants             | Votants        | 634 | 79,65  |    |   |  |  |
| Blancs et nuls           | Blancs et nuls      | Blancs et nuls | 38  | 5,99   |    |   |  |  |
| Exprimés                 | Exprimés            | Exprimés       | 596 | 94,01  |    |   |  |  |
| * Liste du maire sortant |                     |                |     |        |    |   |  |  |

### Biars-sur-Cère
- Maire sortant : Albert Salle (PCF)
- 19 sièges à pourvoir au conseil municipal (population légale 2011 : 1 923 habitants)
- 8 sièges à pourvoir au conseil communautaire (CC Causses et Vallée de la Dordogne)

| Tête de liste  | Tête de liste     | Liste          | Premier tour | Premier tour | Second tour | Second tour | Sièges | Sièges |
| Tête de liste  | Tête de liste     | Liste          | Voix         | %            | Voix        | %           | CM     | CC     |
| -------------- | ----------------- | -------------- | ------------ | ------------ | ----------- | ----------- | ------ | ------ |
|                | Élie Autemayou    | PCF            | 451          | 44,04        | 542         | 50,84       | 15     | 6      |
|                | Olivier Guittard  | UDI            | 334          | 32,61        | 524         | 49,15       | 4      | 2      |
|                | Pierre Delpeyroux | DVD            | 239          | 23,33        |             |             |        |        |
|                |                   |                |              |              |             |             |        |        |
| Inscrits       | Inscrits          | Inscrits       | 1 417        | 100,00       | 1 417       | 100,00      |        |        |
| Abstentions    | Abstentions       | Abstentions    | 329          | 23,22        | 308         | 21,74       |        |        |
| Votants        | Votants           | Votants        | 1 088        | 76,78        | 1 109       | 78,26       |        |        |
| Blancs et nuls | Blancs et nuls    | Blancs et nuls | 64           | 5,88         | 43          | 3,88        |        |        |
| Exprimés       | Exprimés          | Exprimés       | 1 024        | 94,12        | 1 066       | 96,12       |        |        |

### Bretenoux
- Maire sortant : Jean Launay (PS)
- 15 sièges à pourvoir au conseil municipal (population légale 2011 : 1 353 habitants)
- 5 sièges à pourvoir au conseil communautaire (CC Causses et Vallée de la Dordogne)

| Tête de liste  | Tête de liste      | Liste          | Premier tour | Premier tour | Second tour | Second tour | Sièges | Sièges |
| Tête de liste  | Tête de liste      | Liste          | Voix         | %            | Voix        | %           | CM     | CC     |
| -------------- | ------------------ | -------------- | ------------ | ------------ | ----------- | ----------- | ------ | ------ |
|                | Pierre Moles       | DVD            | 359          | 48,18        | 472         | 66,10       | 13     | 4      |
|                | Nicole Bouscatel   | DVG            | 197          | 26,44        |             |             |        |        |
|                | François Biassette | DVG            | 189          | 25,36        | 242         | 33,89       | 2      | 1      |
|                |                    |                |              |              |             |             |        |        |
| Inscrits       | Inscrits           | Inscrits       | 1 017        | 100,00       | 1 017       | 100,00      |        |        |
| Abstentions    | Abstentions        | Abstentions    | 228          | 22,42        | 223         | 21,93       |        |        |
| Votants        | Votants            | Votants        | 789          | 77,58        | 794         | 78,07       |        |        |
| Blancs et nuls | Blancs et nuls     | Blancs et nuls | 44           | 5,58         | 80          | 10,08       |        |        |
| Exprimés       | Exprimés           | Exprimés       | 745          | 94,42        | 714         | 89,92       |        |        |

### Cahors
- Maire sortant : Jean-Marc Vayssouze-Faure (PS)
- 35 sièges à pourvoir au conseil municipal (population légale 2011 : 20 224 habitants)
- 25 sièges à pourvoir au conseil communautaire (CA Grand Cahors)

|                          | Jean-Marc Vayssouze-Faure * | PS             | 4 497  | 55,38  | 28 | 20 |  |  |
|                          | Roland Hureaux              | UMP            | 1 233  | 15,18  | 3  | 2  |  |  |
|                          | Guy Debuisson               | UDI            | 1 034  | 12,73  | 2  | 1  |  |  |
|                          | Yannick Le Quentrec         | PCF            | 759    | 9,34   | 1  | 1  |  |  |
|                          | Isabelle Eymes              | PG             | 596    | 7,34   | 1  | 1  |  |  |
|                          |                             |                |        |        |    |    |  |  |
| Inscrits                 | Inscrits                    | Inscrits       | 13 914 | 100,00 |    |    |  |  |
| Abstentions              | Abstentions                 | Abstentions    | 5 350  | 38,45  |    |    |  |  |
| Votants                  | Votants                     | Votants        | 8 564  | 61,55  |    |    |  |  |
| Blancs et nuls           | Blancs et nuls              | Blancs et nuls | 445    | 5,20   |    |    |  |  |
| Exprimés                 | Exprimés                    | Exprimés       | 8 119  | 94,80  |    |    |  |  |
| * Liste du maire sortant |                             |                |        |        |    |    |  |  |

### Cajarc
- Maire sortant : Jacques Borzo (DVG)
- 15 sièges à pourvoir au conseil municipal (population légale 2011 : 1 130 habitants)
- 2 sièges à pourvoir au conseil communautaire (CC Grand-Figeac)

|                          | Jacques Borzo * | PS             | 390 | 52,63  | 12 | 2 |  |  |
|                          | Arnaud Magne    | UDI            | 351 | 47,36  | 3  |   |  |  |
|                          |                 |                |     |        |    |   |  |  |
| Inscrits                 | Inscrits        | Inscrits       | 996 | 100,00 |    |   |  |  |
| Abstentions              | Abstentions     | Abstentions    | 214 | 21,49  |    |   |  |  |
| Votants                  | Votants         | Votants        | 782 | 78,51  |    |   |  |  |
| Blancs et nuls           | Blancs et nuls  | Blancs et nuls | 41  | 5,24   |    |   |  |  |
| Exprimés                 | Exprimés        | Exprimés       | 741 | 94,76  |    |   |  |  |
| * Liste du maire sortant |                 |                |     |        |    |   |  |  |

### Capdenac
- Maire sortant : Guy Batherosse (DVG)
- 15 sièges à pourvoir au conseil municipal (population légale 2011 : 1 084 habitants)
- 2 sièges à pourvoir au conseil communautaire (CC Grand-Figeac)

|                          | Guy Batherosse * | DVG            | 533 | 100,00 | 15 | 2 |  |  |
|                          |                  |                |     |        |    |   |  |  |
| Inscrits                 | Inscrits         | Inscrits       | 928 | 100,00 |    |   |  |  |
| Abstentions              | Abstentions      | Abstentions    | 310 | 33,41  |    |   |  |  |
| Votants                  | Votants          | Votants        | 618 | 66,59  |    |   |  |  |
| Blancs et nuls           | Blancs et nuls   | Blancs et nuls | 85  | 13,75  |    |   |  |  |
| Exprimés                 | Exprimés         | Exprimés       | 533 | 86,25  |    |   |  |  |
| * Liste du maire sortant |                  |                |     |        |    |   |  |  |

### Castelnau-Montratier
- Maire sortant : Patrick Gardes(DVG)
- 19 sièges à pourvoir au conseil municipal (population légale 2011 : 1 885 habitants)
- 8 sièges à pourvoir au conseil communautaire (CC du Quercy Blanc)

|                          | Patrick Gardes *   | DVG            | 810   | 75,13  | 17 | 7 |  |  |
|                          | Christian Bousquet | DVG            | 268   | 24,86  | 2  | 1 |  |  |
|                          |                    |                |       |        |    |   |  |  |
| Inscrits                 | Inscrits           | Inscrits       | 1 524 | 100,00 |    |   |  |  |
| Abstentions              | Abstentions        | Abstentions    | 352   | 23,10  |    |   |  |  |
| Votants                  | Votants            | Votants        | 1 172 | 76,90  |    |   |  |  |
| Blancs et nuls           | Blancs et nuls     | Blancs et nuls | 94    | 8,02   |    |   |  |  |
| Exprimés                 | Exprimés           | Exprimés       | 1 078 | 91,98  |    |   |  |  |
| * Liste du maire sortant |                    |                |       |        |    |   |  |  |

### Espère
- Maire sortant : Jean Petit (DVG)
- 15 sièges à pourvoir au conseil municipal (population légale 2011 : 1 000 habitants)
- 2 sièges à pourvoir au conseil communautaire (CA Grand Cahors)

|                          | Jean Petit *   | DVG            | 386 | 100,00 | 15 | 2 |  |  |
|                          |                |                |     |        |    |   |  |  |
| Inscrits                 | Inscrits       | Inscrits       | 744 | 100,00 |    |   |  |  |
| Abstentions              | Abstentions    | Abstentions    | 257 | 34,54  |    |   |  |  |
| Votants                  | Votants        | Votants        | 487 | 65,46  |    |   |  |  |
| Blancs et nuls           | Blancs et nuls | Blancs et nuls | 101 | 20,74  |    |   |  |  |
| Exprimés                 | Exprimés       | Exprimés       | 386 | 79,26  |    |   |  |  |
| * Liste du maire sortant |                |                |     |        |    |   |  |  |

### Figeac
- Maire sortant : Nicole Paulo (PS)
- 29 sièges à pourvoir au conseil municipal (population légale 2011 : 9 773 habitants)
- 20 sièges à pourvoir au conseil communautaire (CC Grand-Figeac)

| Tête de liste  | Tête de liste   | Liste          | Premier tour | Premier tour | Second tour | Second tour | Sièges | Sièges |
| Tête de liste  | Tête de liste   | Liste          | Voix         | %            | Voix        | %           | CM     | CC     |
| -------------- | --------------- | -------------- | ------------ | ------------ | ----------- | ----------- | ------ | ------ |
|                | André Mellinger | PS-PCF-EELV    | 1 772        | 40,59        | 1 896       | 43,37       | 21     | 14     |
|                | Chantal Berges  | DVG            | 1 087        | 24,90        | 1 310       | 29,97       | 4      | 3      |
|                | Henri Szwed     | UMP            | 1 070        | 24,51        | 1 165       | 26,65       | 4      | 3      |
|                | Claude Delbos   | DVG            | 436          | 9,98         |             |             |        |        |
|                |                 |                |              |              |             |             |        |        |
| Inscrits       | Inscrits        | Inscrits       | 6 831        | 100,00       | 6 831       | 100,00      |        |        |
| Abstentions    | Abstentions     | Abstentions    | 2 268        | 33,20        | 2 279       | 33,36       |        |        |
| Votants        | Votants         | Votants        | 4 563        | 66,80        | 4 552       | 66,64       |        |        |
| Blancs et nuls | Blancs et nuls  | Blancs et nuls | 198          | 4,34         | 181         | 3,98        |        |        |
| Exprimés       | Exprimés        | Exprimés       | 4 365        | 95,66        | 4 371       | 96,02       |        |        |

### Gourdon
- Maire sortant : Marie-Odile Delcamp (PS)
- 27 sièges à pourvoir au conseil municipal (population légale 2011 : 4 497 habitants)
- 17 sièges à pourvoir au conseil communautaire (CC Quercy-Bouriane)

|                          | Marie-Odile Delcamp * | PS             | 1 273 | 56,17  | 21 | 14 |  |  |
|                          | Patrice Maury         | UDI            | 993   | 43,82  | 6  | 3  |  |  |
|                          |                       |                |       |        |    |    |  |  |
| Inscrits                 | Inscrits              | Inscrits       | 3 440 | 100,00 |    |    |  |  |
| Abstentions              | Abstentions           | Abstentions    | 996   | 28,95  |    |    |  |  |
| Votants                  | Votants               | Votants        | 2 444 | 71,05  |    |    |  |  |
| Blancs et nuls           | Blancs et nuls        | Blancs et nuls | 178   | 7,28   |    |    |  |  |
| Exprimés                 | Exprimés              | Exprimés       | 2 266 | 92,72  |    |    |  |  |
| * Liste du maire sortant |                       |                |       |        |    |    |  |  |

### Gramat
- Maire sortant : Franck Theil (DVD)
- 27 sièges à pourvoir au conseil municipal (population légale 2011 : 3 555 habitants)
- 10 sièges à pourvoir au conseil communautaire (CC Causses et Vallée de la Dordogne)

| Tête de liste  | Tête de liste    | Liste          | Premier tour | Premier tour | Second tour | Second tour | Sièges | Sièges |
| Tête de liste  | Tête de liste    | Liste          | Voix         | %            | Voix        | %           | CM     | CC     |
| -------------- | ---------------- | -------------- | ------------ | ------------ | ----------- | ----------- | ------ | ------ |
|                | Michel Sylvestre | PS             | 690          | 38,22        | 865         | 44,26       | 20     | 7      |
|                | Jacqueline Roy   | DVG            | 659          | 36,50        | 692         | 35,41       | 5      | 2      |
|                | Roland Astoul    | UDI            | 456          | 25,26        | 397         | 20,31       | 2      | 1      |
|                |                  |                |              |              |             |             |        |        |
| Inscrits       | Inscrits         | Inscrits       | 2 744        | 100,00       | 2 709       | 100,00      |        |        |
| Abstentions    | Abstentions      | Abstentions    | 842          | 30,69        | 701         | 25,88       |        |        |
| Votants        | Votants          | Votants        | 1 902        | 69,31        | 2 008       | 74,12       |        |        |
| Blancs et nuls | Blancs et nuls   | Blancs et nuls | 97           | 5,10         | 54          | 2,69        |        |        |
| Exprimés       | Exprimés         | Exprimés       | 1 805        | 94,90        | 1 954       | 97,31       |        |        |

### Labastide-Marnhac
- Maire sortant : Daniel Jarry (UDI)
- 15 sièges à pourvoir au conseil municipal (population légale 2011 : 1 167 habitants)
- 2 sièges à pourvoir au conseil communautaire (CA Grand Cahors)

|                          | Daniel Jarry * | UDI            | 527 | 100,00 | 15 | 2 |  |  |
|                          |                |                |     |        |    |   |  |  |
| Inscrits                 | Inscrits       | Inscrits       | 955 | 100,00 |    |   |  |  |
| Abstentions              | Abstentions    | Abstentions    | 309 | 32,36  |    |   |  |  |
| Votants                  | Votants        | Votants        | 646 | 67,64  |    |   |  |  |
| Blancs et nuls           | Blancs et nuls | Blancs et nuls | 119 | 18,42  |    |   |  |  |
| Exprimés                 | Exprimés       | Exprimés       | 527 | 81,58  |    |   |  |  |
| * Liste du maire sortant |                |                |     |        |    |   |  |  |

### Lacapelle-Marival
- Maire sortant : Pascal Lewicki (DVG)
- 15 sièges à pourvoir au conseil municipal (population légale 2011 : 1 321 habitants)
- 2 sièges à pourvoir au conseil communautaire (CC Grand-Figeac)

|                          | Pascal Lewicki * | DVG            | 409 | 100,00 | 15 | 2 |  |  |
|                          |                  |                |     |        |    |   |  |  |
| Inscrits                 | Inscrits         | Inscrits       | 969 | 100,00 |    |   |  |  |
| Abstentions              | Abstentions      | Abstentions    | 317 | 32,71  |    |   |  |  |
| Votants                  | Votants          | Votants        | 652 | 67,29  |    |   |  |  |
| Blancs et nuls           | Blancs et nuls   | Blancs et nuls | 243 | 37,27  |    |   |  |  |
| Exprimés                 | Exprimés         | Exprimés       | 409 | 62,73  |    |   |  |  |
| * Liste du maire sortant |                  |                |     |        |    |   |  |  |

### Lalbenque
- Maire sortant : Jacques Pouget (DVG)
- 19 sièges à pourvoir au conseil municipal (population légale 2011 : 1 651 habitants)
- 5 sièges à pourvoir au conseil communautaire (CC du Pays de Lalbenque-Limogne)

|                          | Jacques Pouget * | DVG            | 511   | 50,04  | 15 | 4 |  |  |
|                          | Sébastien Nodari | UDI            | 339   | 33,20  | 3  | 1 |  |  |
|                          | Daniel Pasquier  | SE             | 171   | 16,74  | 1  |   |  |  |
|                          |                  |                |       |        |    |   |  |  |
| Inscrits                 | Inscrits         | Inscrits       | 1 277 | 100,00 |    |   |  |  |
| Abstentions              | Abstentions      | Abstentions    | 223   | 17,46  |    |   |  |  |
| Votants                  | Votants          | Votants        | 1 054 | 82,54  |    |   |  |  |
| Blancs et nuls           | Blancs et nuls   | Blancs et nuls | 33    | 3,13   |    |   |  |  |
| Exprimés                 | Exprimés         | Exprimés       | 1 021 | 96,87  |    |   |  |  |
| * Liste du maire sortant |                  |                |       |        |    |   |  |  |

### Le Vigan
- Maire sortant : Daniel Souladié (DVG)
- 15 sièges à pourvoir au conseil municipal (population légale 2011 : 1 496 habitants)
- 5 sièges à pourvoir au conseil communautaire (CC Quercy-Bouriane)

|                          | Daniel Souladié * | DVG            | 633   | 68,13  | 13 | 5 |  |  |
|                          | Frédéric Degat    | UDI            | 296   | 31,86  | 2  |   |  |  |
|                          |                   |                |       |        |    |   |  |  |
| Inscrits                 | Inscrits          | Inscrits       | 1 217 | 100,00 |    |   |  |  |
| Abstentions              | Abstentions       | Abstentions    | 252   | 20,71  |    |   |  |  |
| Votants                  | Votants           | Votants        | 965   | 79,29  |    |   |  |  |
| Blancs et nuls           | Blancs et nuls    | Blancs et nuls | 36    | 3,73   |    |   |  |  |
| Exprimés                 | Exprimés          | Exprimés       | 929   | 96,27  |    |   |  |  |
| * Liste du maire sortant |                   |                |       |        |    |   |  |  |

### Luzech
- Maire sortant : Jean-Claude Baldy (DVG)
- 19 sièges à pourvoir au conseil municipal (population légale 2011 : 1 670 habitants)
- 4 sièges à pourvoir au conseil communautaire (CC de la Vallée du Lot et du Vignoble)

|                | Gérard Alazard | DVG            | 486   | 51,64  | 15 | 4 |  |  |
|                | Joël Bourdain  | DVG            | 455   | 48,35  | 4  |   |  |  |
|                |                |                |       |        |    |   |  |  |
| Inscrits       | Inscrits       | Inscrits       | 1 254 | 100,00 |    |   |  |  |
| Abstentions    | Abstentions    | Abstentions    | 263   | 20,97  |    |   |  |  |
| Votants        | Votants        | Votants        | 991   | 79,03  |    |   |  |  |
| Blancs et nuls | Blancs et nuls | Blancs et nuls | 50    | 5,05   |    |   |  |  |
| Exprimés       | Exprimés       | Exprimés       | 941   | 94,95  |    |   |  |  |

### Martel
- Maire sortant : Jean-Claude Requier (DVG)
- 19 sièges à pourvoir au conseil municipal (population légale 2011 : 1 652 habitants)
- 7 sièges à pourvoir au conseil communautaire (CC Causses et Vallée de la Dordogne)

|                          | José Santamarta       | PS             | 504   | 51,90  | 15 | 6 |  |  |
|                          | Jean-Claude Requier * | DVG            | 467   | 48,09  | 4  | 1 |  |  |
|                          |                       |                |       |        |    |   |  |  |
| Inscrits                 | Inscrits              | Inscrits       | 1 337 | 100,00 |    |   |  |  |
| Abstentions              | Abstentions           | Abstentions    | 273   | 20,42  |    |   |  |  |
| Votants                  | Votants               | Votants        | 1 064 | 79,58  |    |   |  |  |
| Blancs et nuls           | Blancs et nuls        | Blancs et nuls | 93    | 8,74   |    |   |  |  |
| Exprimés                 | Exprimés              | Exprimés       | 971   | 91,26  |    |   |  |  |
| * Liste du maire sortant |                       |                |       |        |    |   |  |  |

### Mercuès
- Maire sortant : Claudine Barreau (DVG)
- 15 sièges à pourvoir au conseil municipal (population légale 2011 : 1 044 habitants)
- 2 sièges à pourvoir au conseil communautaire (CA Grand Cahors)

|                | Ludovic Dizengremel | DVG            | 360 | 62,28  | 12 | 2 |  |  |
|                | Sébastien Martinez  | DVG            | 218 | 37,71  | 3  |   |  |  |
|                |                     |                |     |        |    |   |  |  |
| Inscrits       | Inscrits            | Inscrits       | 742 | 100,00 |    |   |  |  |
| Abstentions    | Abstentions         | Abstentions    | 137 | 18,46  |    |   |  |  |
| Votants        | Votants             | Votants        | 605 | 81,54  |    |   |  |  |
| Blancs et nuls | Blancs et nuls      | Blancs et nuls | 27  | 4,46   |    |   |  |  |
| Exprimés       | Exprimés            | Exprimés       | 578 | 95,54  |    |   |  |  |

### Montcuq
- Maire sortant : Guy Lagarde (UMP)
- 15 sièges à pourvoir au conseil municipal (population légale 2011 : 1 271 habitants)
- 6 sièges à pourvoir au conseil communautaire (CC du Quercy Blanc)

|                | Alain Lalabarde | UMP            | 463 | 58,45  | 12 | 5 |  |  |
|                | Charles Farreny | DVG            | 329 | 41,54  | 3  | 1 |  |  |
|                |                 |                |     |        |    |   |  |  |
| Inscrits       | Inscrits        | Inscrits       | 992 | 100,00 |    |   |  |  |
| Abstentions    | Abstentions     | Abstentions    | 165 | 16,63  |    |   |  |  |
| Votants        | Votants         | Votants        | 827 | 83,37  |    |   |  |  |
| Blancs et nuls | Blancs et nuls  | Blancs et nuls | 35  | 4,23   |    |   |  |  |
| Exprimés       | Exprimés        | Exprimés       | 792 | 95,77  |    |   |  |  |

### Pradines
- Maire sortant : Didier Mercereau (DVG)
- 27 sièges à pourvoir au conseil municipal (population légale 2011 : 3 556 habitants)
- 5 sièges à pourvoir au conseil communautaire (CA Grand Cahors)

| Tête de liste            | Tête de liste      | Liste          | Premier tour | Premier tour | Second tour | Second tour | Sièges | Sièges |
| Tête de liste            | Tête de liste      | Liste          | Voix         | %            | Voix        | %           | CM     | CC     |
| ------------------------ | ------------------ | -------------- | ------------ | ------------ | ----------- | ----------- | ------ | ------ |
|                          | Denis Marre        | SE             | 792          | 45,00        | 998         | 54,26       | 21     | 4      |
|                          | Didier Mercereau * | DVG            | 740          | 42,04        | 841         | 45,73       | 6      | 1      |
|                          | Guy Lavergne       | PCF            | 228          | 12,95        |             |             |        |        |
|                          |                    |                |              |              |             |             |        |        |
| Inscrits                 | Inscrits           | Inscrits       | 2 570        | 100,00       | 2 570       | 100,00      |        |        |
| Abstentions              | Abstentions        | Abstentions    | 736          | 28,64        | 669         | 26,03       |        |        |
| Votants                  | Votants            | Votants        | 1 834        | 71,36        | 1 901       | 73,97       |        |        |
| Blancs et nuls           | Blancs et nuls     | Blancs et nuls | 74           | 4,03         | 62          | 3,26        |        |        |
| Exprimés                 | Exprimés           | Exprimés       | 1 760        | 95,97        | 1 839       | 96,74       |        |        |
| * Liste du maire sortant |                    |                |              |              |             |             |        |        |

### Prayssac
- Maire sortant : Michel Lolmède (PS)
- 19 sièges à pourvoir au conseil municipal (population légale 2011 : 2 496 habitants)
- 4 sièges à pourvoir au conseil communautaire (CC de la Vallée du Lot et du Vignoble)

|                | Claude Descamps      | DVG            | 699   | 50,07  | 15 | 3 |  |  |
|                | Jean-François Prunet | PS             | 697   | 49,92  | 4  | 1 |  |  |
|                |                      |                |       |        |    |   |  |  |
| Inscrits       | Inscrits             | Inscrits       | 1 996 | 100,00 |    |   |  |  |
| Abstentions    | Abstentions          | Abstentions    | 519   | 26,00  |    |   |  |  |
| Votants        | Votants              | Votants        | 1 477 | 74,00  |    |   |  |  |
| Blancs et nuls | Blancs et nuls       | Blancs et nuls | 81    | 5,48   |    |   |  |  |
| Exprimés       | Exprimés             | Exprimés       | 1 396 | 94,52  |    |   |  |  |

### Puy-l'Évêque
- Maire sortant : Serge Guérin (UDI)
- 19 sièges à pourvoir au conseil municipal (population légale 2011 : 2 052 habitants)
- 4 sièges à pourvoir au conseil communautaire (CC de la Vallée du Lot et du Vignoble)

|                          | Serge Guérin * | UDI            | 594   | 54,14  | 15 | 3 |  |  |
|                          | Patrick Charoy | DVG            | 503   | 45,85  | 4  | 1 |  |  |
|                          |                |                |       |        |    |   |  |  |
| Inscrits                 | Inscrits       | Inscrits       | 1 614 | 100,00 |    |   |  |  |
| Abstentions              | Abstentions    | Abstentions    | 436   | 27,01  |    |   |  |  |
| Votants                  | Votants        | Votants        | 1 178 | 72,99  |    |   |  |  |
| Blancs et nuls           | Blancs et nuls | Blancs et nuls | 81    | 6,88   |    |   |  |  |
| Exprimés                 | Exprimés       | Exprimés       | 1 097 | 93,12  |    |   |  |  |
| * Liste du maire sortant |                |                |       |        |    |   |  |  |

### Saint-Céré
- Maire sortant : Pierre Destic (DVD)
- 27 sièges à pourvoir au conseil municipal (population légale 2011 : 3 526 habitants)
- 9 sièges à pourvoir au conseil communautaire (CC Causses et Vallée de la Dordogne)

|                          | Pierre Destic * | DVD            | 994   | 55,81  | 21 | 7 |  |  |
|                          | Bruno Lucas     | DVG            | 787   | 44,18  | 6  | 2 |  |  |
|                          |                 |                |       |        |    |   |  |  |
| Inscrits                 | Inscrits        | Inscrits       | 2 640 | 100,00 |    |   |  |  |
| Abstentions              | Abstentions     | Abstentions    | 796   | 30,15  |    |   |  |  |
| Votants                  | Votants         | Votants        | 1 844 | 69,85  |    |   |  |  |
| Blancs et nuls           | Blancs et nuls  | Blancs et nuls | 63    | 3,42   |    |   |  |  |
| Exprimés                 | Exprimés        | Exprimés       | 1 781 | 96,58  |    |   |  |  |
| * Liste du maire sortant |                 |                |       |        |    |   |  |  |

### Salviac
- Maire sortant : Jean-Pierre Cabanel (UDI)
- 15 sièges à pourvoir au conseil municipal (population légale 2011 : 1 243 habitants)
- 6 sièges à pourvoir au conseil communautaire (CC Cazals-Salviac)

|                | Alain Faucon   | UDI            | 491 | 76,00  | 14 | 6 |  |  |
|                | Bernard Gay    | UDI            | 155 | 23,99  | 1  |   |  |  |
|                |                |                |     |        |    |   |  |  |
| Inscrits       | Inscrits       | Inscrits       | 953 | 100,00 |    |   |  |  |
| Abstentions    | Abstentions    | Abstentions    | 240 | 25,18  |    |   |  |  |
| Votants        | Votants        | Votants        | 713 | 74,82  |    |   |  |  |
| Blancs et nuls | Blancs et nuls | Blancs et nuls | 67  | 9,40   |    |   |  |  |
| Exprimés       | Exprimés       | Exprimés       | 646 | 90,60  |    |   |  |  |

### Souillac
- Maire sortant : Jean-Claude Laval (UMP)
- 27 sièges à pourvoir au conseil municipal (population légale 2011 : 3 808 habitants)
- 12 sièges à pourvoir au conseil communautaire (CC Causses et Vallée de la Dordogne)

|                | Jean-Michel Sanfourche | UMP            | 932   | 55,41  | 22 | 10 |  |  |
|                | Pierre Machemy         | UDI            | 376   | 22,35  | 3  | 1  |  |  |
|                | Anne-Marie Delannet    | DVG            | 191   | 11,35  | 1  | 1  |  |  |
|                | Érick Campot           | PS             | 183   | 10,87  | 1  |    |  |  |
|                |                        |                |       |        |    |    |  |  |
| Inscrits       | Inscrits               | Inscrits       | 2 374 | 100,00 |    |    |  |  |
| Abstentions    | Abstentions            | Abstentions    | 610   | 25,70  |    |    |  |  |
| Votants        | Votants                | Votants        | 1 764 | 74,30  |    |    |  |  |
| Blancs et nuls | Blancs et nuls         | Blancs et nuls | 82    | 4,65   |    |    |  |  |
| Exprimés       | Exprimés               | Exprimés       | 1 682 | 95,35  |    |    |  |  |

### Vayrac
- Maire sortant : Hugues du Pradel (SE)
- 15 sièges à pourvoir au conseil municipal (population légale 2011 : 1 337 habitants)
- 5 sièges à pourvoir au conseil communautaire (CC Causses et Vallée de la Dordogne)

|                          | Hugues Du Pradel *  | SE             | 461 | 62,12  | 12 | 4 |  |  |
|                          | Jean-Marie Breuleux | DVG            | 281 | 37,87  | 3  | 1 |  |  |
|                          |                     |                |     |        |    |   |  |  |
| Inscrits                 | Inscrits            | Inscrits       | 963 | 100,00 |    |   |  |  |
| Abstentions              | Abstentions         | Abstentions    | 178 | 18,48  |    |   |  |  |
| Votants                  | Votants             | Votants        | 785 | 81,52  |    |   |  |  |
| Blancs et nuls           | Blancs et nuls      | Blancs et nuls | 43  | 5,48   |    |   |  |  |
| Exprimés                 | Exprimés            | Exprimés       | 742 | 94,52  |    |   |  |  |
| * Liste du maire sortant |                     |                |     |        |    |   |  |  |